# Scrophularia bahorucana
Scrophularia bahorucana är en flenörtsväxtart som beskrevs av T.A. Zanoni. Scrophularia bahorucana ingår i släktet flenörter, och familjen flenörtsväxter. Inga underarter finns listade i Catalogue of Life.